# Hans Olden (Schauspieler)
Hans Olden (bürgerlicher Name Josef „Pepi“ Brandl; * 30. Juni 1892 in Wien,   Österreich-Ungarn; † 20. Jänner 1975 in Franzhausen) war ein österreichischer Schauspieler und Sänger.

## Leben
Nach Maschinenbau-Studium an der Technischen Gewerbeschule in Wien nahm er ab 1909 Schauspielunterricht bei Otto Rub und arbeitete als Sänger und Heurigenunterhalter. Seine ersten Engagements führten ihn nach Hermannstadt, wo er 1911 sein Debüt gab, Karlsbad sowie Teplitz-Schönau, dann auch nach Graz und Prag. In Prag gehörte er bis 1927 zum Ensemble des Deutschen Theaters.
Sein erster Film war 1931 Die großzügige Liebe. Unter seinen 73 Filmen war u. a. 1939 Meine Tochter lebt in Wien (mit Elfriede Datzig), 1941 Liebe ist zollfrei, 1943 Der weiße Traum, 1950 Das doppelte Lottchen und 1956 Charleys Tante. Olden stand 1944 in der Gottbegnadeten-Liste des Reichsministeriums für Volksaufklärung und Propaganda.
Hans Olden war mit der Burgschauspielerin Inge Brücklmeier verheiratet. Olden starb 1975 im Alter von 82 Jahren. Seine Grabstätte befindet sich auf dem Friedhof von Nußdorf ob der Traisen, Bezirk St. Pölten, Niederösterreich.

## Theater

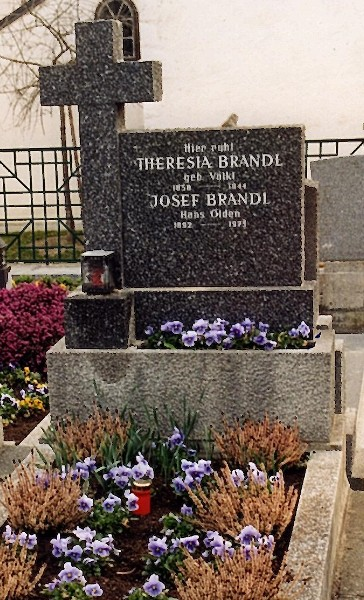
Grabstätte von Hans Olden (Josef Brandl)

Ab 1928 spielte Olden am Deutschen Volkstheater in Wien. 1931 spielte Hans Olden den Strantz in Anton Wildgans’ Armut (Regie: Franz Theodor Csokor, mit Karl Ehmann, Hans Schweikart, Siegfried Breuer, Karl Skraup) und 1933 in der Uraufführung von Bezauberndes Fräulein von Ralph Benatzky (Regie: Heinrich Schnitzler, mit Lizzi Waldmüller, Max Hansen).
Ab 1938 spielte Olden auch unter der Direktion von Walter Bruno Iltz und nach dem Krieg unter Paul Barnay, der nicht nur zurückgekehrte Emigranten wieder ans Volkstheater holte, er gab auch Hans Olden eine Chance, der als „Ehemaliger“ zu den wenigen gehörte, die ihre Nazi-Vergangenheit nicht verleugneten und dafür (gemeinsam mit Fred Hennings) Bombenschutt wegräumen musste. In Nestroys Einen Jux will er sich machen spielte er 1950 neben Inge Konradi den Weinberl. Auch unter der Direktion Leon Epps trat Olden ab 1952 am Volkstheater auf (1965 in der Uraufführung von Die Hinrichtung von Helmut Qualtinger und Carl Merz, Regie: Gustav Manker) und als Kammersänger Eligius Fenz in Komödie der Verführung von Arthur Schnitzler (1966).
Olden trat auch am Bürgertheater (Ringstrassen-Melodie, 1942, Regie: Robert Valberg), in den Kammerspielen (Parforce von Alexander Lernet-Holenia, 1948, mit Lotte Lang und Hilde Sochor), im Theater in der Josefstadt und am Renaissancetheaters (Ossip in Der Revisor von Gogol, mit Wolf Albach-Retty als Chlestakov, Regie: Gustav Manker). Olden inszenierte mitunter auch selbst (Verliebtes Dreieck, 1944 am Renaissancetheater, mit Harry Fuss, Hans Olden (Kaiser Ferdinand), Fritz Fronz, Evi Servaes).
1965 spielte er in der legendären Festwochen-Produktion von Johann Nestroys Das Haus der Temperamente an der Seite von Hermann Thimig, Hans Thimig, Hans Holt, Karl Farkas, Maxi Böhm, Karl Paryla, Hugo Gottschlich und Hilde Sochor die Rolle des melancholischen Vaters „Fad“ (Regie: Gustav Manker).

## Filmografie (Auswahl)
- 1931: Die große Liebe
- 1932: Madame hat Besuch
- 1933: Leise flehen meine Lieder
- 1935: Csardas
- 1935: Katharina die Letzte
- 1936: Singende Jugend
- 1936: Der Weg des Herzens (Prater)
- 1937: Brillanten
- 1937: Die ganz großen Torheiten
- 1938: Prinzessin Sissy
- 1938: Scheidungsreise
- 1938: Die unruhigen Mädchen (Finale)
- 1939: La casa lontana
- 1939: Das Glück wohnt nebenan
- 1939: Leinen aus Irland
- 1939: Männer müssen so sein
- 1939: Der singende Tor
- 1939: La casa lontana (italienische Fassung von Der singende Tor)
- 1940: Meine Tochter lebt in Wien
- 1940: Wiener G’schichten
- 1941: Die Kellnerin Anna
- 1941: Liebe ist zollfrei
- 1943: Der weiße Traum
- 1943: Zwei glückliche Menschen
- 1944: Glück bei Frauen
- 1944: Musik in Salzburg
- 1944/47: Liebe nach Noten
- 1944/48: Ein Mann gehört ins Haus
- 1944/49: Wie ein Dieb in der Nacht
- 1945: Wo ist Herr Belling? (unvollendet)
- 1948: Der himmlische Walzer
- 1948: Der Leberfleck
- 1949: Höllische Liebe
- 1949: Mein Freund Leopold (Mein Freund, der nicht nein sagen kann)
- 1949: Märchen vom Glück
- 1949: Wir haben eben geheiratet
- 1950: Das doppelte Lottchen
- 1950: Küssen ist keine Sünd
- 1950: Pikanterie
- 1951: Das unmögliche Mädchen (Fräulein Bimbi)
- 1951: Das seltsame Leben des Herrn Bruggs
- 1951: Valentins Sündenfall
- 1951: Verklungenes Wien
- 1951: Der Fünfminutenvater
- 1951: Schwindel im Dreivierteltakt
- 1952: Der bunte Traum
- 1952: Knall und Fall als Hochstapler
- 1953: Geh mach Dein Fensterl auf
- 1953: Eine Nacht in Venedig (Komm in die Gondel)
- 1953: Der unsterbliche Lump
- 1954: Geld aus der Luft
- 1954: Große Star-Parade
- 1954: Tanz in der Sonne
- 1955: Drei Männer im Schnee
- 1955: Ja, ja, die Liebe in Tirol
- 1955: Sonnenschein und Wolkenbruch
- 1955: Um Thron und Liebe
- 1955: Zwei Herzen und ein Thron
- 1956: Charleys Tante
- 1956: Kaiserball
- 1956: Wenn Poldi ins Manöver zieht (Manöverzwilling)
- 1957: Das einfache Mädchen
- 1957: Das haut hin
- 1957: Wie schön, daß es dich gibt
- 1957: Der Graf von Luxemburg
- 1957: Liebe, Jazz und Übermut
- 1958: Wenn Mädchen ins Manöver zieh’n
- 1958: Liebe, Mädchen und Soldaten
- 1958: Mikosch, der Stolz der Kompanie
- 1959: Mikosch im Geheimdienst
- 1959: La Paloma
- 1960: Der wahre Jakob
- 1961: … und du mein Schatz bleibst hier
- 1961: Ein Stern fällt vom Himmel
- 1961: Auf den Straßen einer Stadt
- 1961: Nachsaison (TV)
- 1961: Schlager-Revue 1962
- 1962: Der Unschuldige (TV)
- 1962: Das ist die Liebe der Matrosen
- 1963: Die Möwe (TV)